# Idris I
Idris I (arabiska: إدريس), född 12 mars 1890 i Al-Jaghbub, död 25 maj 1983 i Kairo, var Libyens kung 1951–1969. År 1951 blev Libyen ett självständigt kungadöme under Idris I, som var ledare för en islamisk orden, senusierna. Idris var Libyens första och enda kung.
Idris hade ingen son. Han blev avsatt i en militärkupp 1969 av Muammar al-Gaddafi, strax innan han av hälsoskäl skulle ha abdikerat till sin brorson, kronprins Hasan as-Senussi, som efter statskuppen därför var tronpretendent.
Den nya regimen i Libyen åtalade och dömde senare Idris för korruption in absentia. Efter militärkuppen flydde Idris till Egypten där han avled år 1983. Han är jordfäst på Al-Baqi', i Saudiarabien.

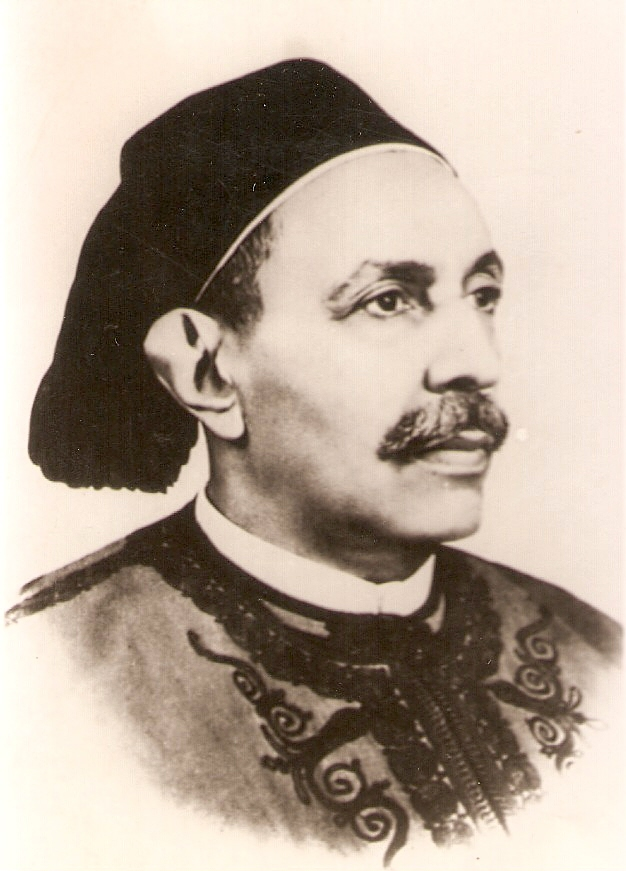
Idris I omkring 1951.
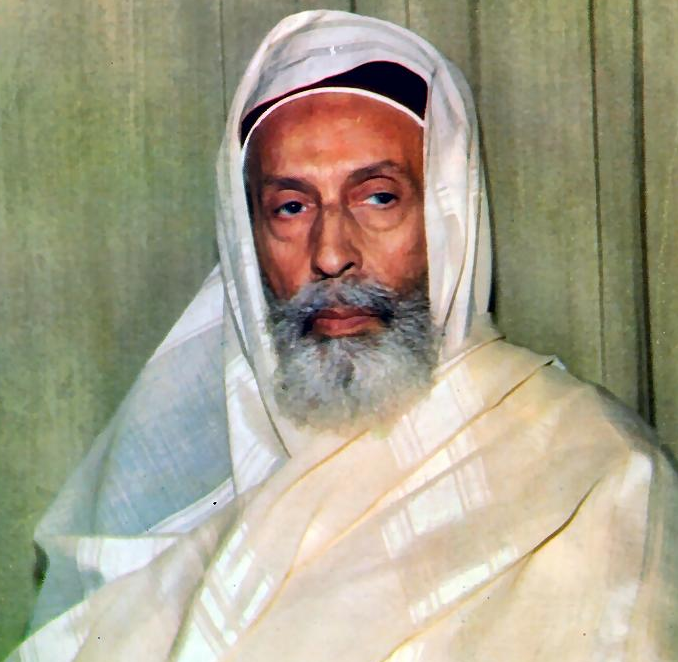
Idris I, 1960.

## Utmärkelser

### Libyska
- Idris I:s orden (grundare, 1947)
- Självständighetsorden (grundare, 1951)
- Ibn’ Ali as-Sanusis orden (grundare, 1951)

Källa:

### Utländska
- Meschidie-orden (Osmanska riket, 1918)
- Osmanié-orden (Osmanska riket, 1918)
- Al-Hussein orden (Jordanien)
- Nilorden (Egypten)
- Hederslegionen (Frankrike)
- Sjävständighetsorden (Tunisien)
- Cederträorden (Libanon)
- Italienska republikens förtjänstorden (Italien)
- Frälsarens orden (Grekland)

Källa: